# (5577) Priestley
Pour les articles homonymes, voir Priestley.
(5577) Priestley (1986 WQ2) est un astéroïde de la ceinture principale découvert le 21 novembre 1986 par Duncan Waldron à l'observatoire de Siding Spring.
L'astronome australien Robert H. McNaught a suggéré le nom de l'astéroïde en hommage au théologien Joseph Priestley, à qui on attribue généralement la découverte de l'oxygène. En effet, les émissions vertes présentes dans les aurores polaires sont créées par l'oxygène à une longueur d'onde de 5577 Ångströms.